# Anónima (serie de televisión)
Anónima, el pasado te persigue —en inglés: Anonymous, The Realty Bites— es una serie de televisión colombiana producida por Sony Pictures Televisión y Teleset para RCN Televisión en el año 2015.
Está protagonizada por Verónica Orozco y Santiago Alarcón y antagonizada por Julián Arango y Carlos Serrato, además cuenta con la actuación infantil de Juan Esteban Aponte y la participación especial de Sebastián Martínez. con una historia convencional que aborda el peligro del alrededor.
Caracterizado por ser un seriado grabado en un formato cinematógrafico con un entorno coreográfico, lo que la hace más inquietante.

## Sinopsis
Victoria Cuartas (Verónica Orozco) no sabe que su futuro esposo, Ramiro Rocha (Julián Arango), es uno de los criminales más buscados del país.
El día de su boda, Victoria y él son arrestados y él la abandona a su suerte. 
Después de haber pasado 10 años en la cárcel por un delito que no cometió, Victoria sale del presidiario con un único propósito: comenzar una vida normal pero su pasado no se lo permite, cuando pensó que iba a comenzar una nueva vida le dan a cuidar un niño que le cambia la vida por completo.
En el peor momento de Victoria, Eric Luna (Juan Esteban Aponte) llega a su vida, al principio complicandola un poco, debido a su altivez y desprecio hacia los niños.
Eric guarda una información que su padre no alcanzó a disipar para desenvolver la vida criminal de Rocha antes de ser asesinado por el mismo. cuando el niño le confiesa su gran secreto a Victoria, ella intenta encontrar un tesoro que abre la llave que tiene él, guardado en un juguete, pero su búsqueda no resulta tan útil ya que el misterioso y contundente oculto depende de unas coordenadas que Eric debió aprender pero que infortunadamente en el momento olvidó, quizá por el dolor que llevaría de por vida. Ahora Rocha sabe que Eric tiene en sus manos su posible caída y al darse cuenta de que es la persona que amó quien lo custodia, debe ir en busca de ambos.
Todo se vuelve más embrollado cuando Victoria tiene que hacerse cargo de su madre (Patricia Tamayo) por miedo a perderla. Aunque la policía quiere incriminar a Rocha como una cabecilla de banda criminal, no tienen las pruebas necesarias para poder hacerlo, el encargado es Maximiliano (Santiago Alarcón) el que también se ve envuelto por su pasado, presente tanto familiar como laboral.
La ley opta por ayudar a Victoria, a su madre y al niño en una especie de protección a testigos porque consideran contundente la información que el niño lleva, que aunque no lo puede recordar, guardan fe de que algún día memorice las coordenadas que pueden facilitar el trabajo de la policía. Asimismo, Victoria quiere empezar una nueva vida con su nueva familia pero la ley no se lo permite por el riesgo que corren, será Maximiliano quien considere el hecho de que lo corren menos estando libres. Lo que atormenta a Victoria es que para estar libre tendrá que estar Anónima para la ley y para el crimen. En el camino, Max y Victoria se verán irremediablemente atraídos el uno por el otro, pero esta relación les traerá más de un problema.

## Reparto
Aunque todos los personajes y nombres son totalmente ficticios, algunos de ellos hacen alusión a métodos o yerros psicológicos en un contexto actual.
Verónica Orozco y el niño Juan Esteban Aponte son los protagonistas de ‘Anónima’, la serie que ha sido estrenada primero en el Canal RCN con una historia diferente que gira en torno a una mujer que no quiere ser madre y un niño que requiere del amor y la protección de una madre.

### Protagonistas
| Actor              | Personaje                                                        | Ocupación | P/V/M     |
| ------------------ | ---------------------------------------------------------------- | --- | --------- |
| Verónica Orozco    | Victoria Cuartas Almanza / "Ángela Valera" / "Carolina Guerrero" | Inculpada por Ramiro y encarcelada por ello, al quedar libre vive temiendo por su vida, únicamente deseando una vida normal. | Atracción |
| Santiago Alarcón   | Maximiliano Velandia                                             | Policía obstinado en atrapar a Ramiro Rocha.                                                                                 | Ira       |
| Julián Arango      | Ramiro Rocha                                                     | Criminal, mafioso, homicida, estafador y tramposo.                                                                           | Crueldad  |
| Sebastián Martínez | Carlos Luna                                                      | Padre de Eric. Colaborador de la policía.                                                                                    | Caridad   |

### Personajes secundarios
| Actor              | Personaje                         | Ocupación                                                   | P/V/M       |
| ------------------ | --------------------------------- | ----------------------------------------------------------- | ----------- |
| Patricia Tamayo    | Beatriz Almanza / "Rocío Bonilla" | Madre de Victoria, atrapada en la falsa juventud.           | Vanidad     |
| Juliana Galvis     | Claudia Pardo de Rocha            | Esposa de Ramiro, vive un matrimonio de mentiras.           | Gula        |
| Paula Barreto      | Betina Serrano                    | Mejor amiga de Claudia.                                     | Generosidad |
| Manuel Sarmiento   | Gonzalo Zapata                    | Eterno enamorado de Victoria, a quien ayuda a escabullirse. | Humildad    |
| Michelle Manterola | Martha Suárez                     | Exesposa de Max, que piensa únicamente en el bien propio.   | Prejuicio   |

### Hombres de Ramiro
| Actor               | Personaje        | Ocupación                                                                        | P/V/M          |
| ------------------- | ---------------- | -------------------------------------------------------------------------------- | -------------- |
| Carlos Serrato      | Orlando Duarte   | Perro fiel, hombre de confianza de Ramiro.                                       | Control Mental |
| Jordana Issa        | Helena Rincón    | Ficha infiltrada en la policía.                                                  | Persuasión     |
| Piero Melotti       | Gerardo          | Sujeto violento y pendenciero.                                                   | Deficiencia    |
| Álex Quiroga        | Neyder Vanegas   | Sujeto inútil para su patrón.                                                    | Decepción      |
| Juan Aguirre        | Fader Camacho    | Típico camorrista.                                                               | Envidia        |
| Fernando Bocanegra  | Alirio           | Encargado de vigilar a Claudia.                                                  | Repulsión      |
| Fernando de La Pava | Jaime Villanueva | Un reñidor ingenuo que busca su muerte por querer colaborar con la policía.      | Conformidad    |
| Juan Carlos Solarte | Orjuela          | Una copia barata del policía alopécico Kojak, siempre con un chupete en la boca. | Agresión       |
| Héctor Lucumi       | Carlos           | Burlado por Gonzo, al creer verlo muerto.                                        | Ignorancia     |
| Mauricio Bermúdez   | Wilmer           | Típico forajido.                                                                 | Ataque         |

### Personajes Infantiles
| Actor                                    | Personaje                             | Ocupación | P/V/M       |
| ---------------------------------------- | ------------------------------------- | --- | ----------- |
| Juan Esteban Aponte (Juan Manuel Acosta) | Eric Luna Triviño / "Miguel"/ "Pedro" | Pieza importante para la detención de Ramiro Rocha, viéndose obligado a huir de él tras la muerte de sus padres, en compañía de Victoria. | Motivación  |
| Isabella García                          | Martina Velandia Suárez               | Hija de Max y Martha, lo que más anhela en su vida es crecer viendo una familia funcional.                                                | Expectativa |
| Mario Guerrero                           | Santiago Rocha Pardo                  | Hijo de Claudia y Ramiro. Cree que tiene un buen padre.                                                                                   | Apatía      |
| Sara Pinzón                              | Victoria Cuartas Almanza              | Tiene una infancia compleja al tener que crecer sin su padre.                                                                             | Fortaleza   |
| Camila Murcia                            | Juanita                               | Amiga de Martina, desea volverse amiga de "Pedro".                                                                                        | Solidaridad |

### Antagonistas
| Actor               | Personaje         | Ocupación                                                       | P/V/M             |
| ------------------- | ----------------- | --------------------------------------------------------------- | ----------------- |
| Juan Carlos Arango  | Manuel Cáceres    | Socio de Rocha, que más adelante se vuelve su acérrimo enemigo. | Venganza          |
| Viña Machado        | Sofía Linares     | Modelo y actriz, amante de Ramiro.                              | Lujuria           |
| Natasha Klauss      | Adriana           | Psicóloga, mediadora en la relación entre Martha y Max.         | Seducción         |
| Sebastián Caicedo   | Camilo Valderrama | Un joven que juega con dos mujeres: su novia Yudy y Beatriz.    | Infidelidad       |
| Alejandro Gutiérrez | Calvache          | Mediador entre Cáceres y Rocha.                                 | Justicia          |
| Tatiana Arango      | Jessica Lozano    | Ladrona de oficio.                                              | Negligencia       |
| Miguel González     | Joaquín Pedraza   | Compañero de Jessica.                                           | Prudencia         |
| Harold Córdoba      | Tulio "El Cucho"  | Otro de los delincuentes de Gonzalo, que traiciona a Victoria.  | Traición          |
| Alberto Arango      | "Lechona"         | Es quien ayuda a Gonzalo a renovar su identidad.                | Propaganda        |
| Jenny Osorio        | Ramona            | Amiga y vecina de Martha.                                       | Lavado de Cerebro |
| Julio Pachón        | Bermúdez          | Sospechoso del atentado a Claudia. Socio de Rocha.              | Cobardía          |

### Institución
| Actor                  | Personaje              | Ocupación                                                                    | P/V/M        |
| ---------------------- | ---------------------- | ---------------------------------------------------------------------------- | ------------ |
| Jorge Armando Soto     | Teniente Felipe Rojas  | Hombre de confianza de Max.                                                  | Nobleza      |
| Andrés Felipe Martínez | General Ricaurte       | Oficial de alto rango, incrédulo y desconfiado.                              | Intolerancia |
| Manuel Gómez           | General Francisco Soto | Oficial estricto y bastante ortodoxo.                                        | Tradición    |
| Leandro López          | Patrullero Montero     | Tímido y por tradición, sospechoso de ser el infiltrado de Ramiro Rocha.     | Prudencia    |
| Lino Sebastián Díaz    | Rugeles                | Colaborador, encargado de captar información audiovisual y telecomunicativa. | Función      |

### Personajes Especiales
| Actor                   | Personaje        | Ocupación                                                                                   | P/V/M       |
| ----------------------- | ---------------- | ------------------------------------------------------------------------------------------- | ----------- |
| Martín Karpan           | Fernando Osorio  | Interesado en "Carolina", le es diagnosticado un tumor cerebral en un examen de radiología. | Afectividad |
| Carolina Cuervo         | Susana           | Esposa del arquitecto Fernando.                                                             | Angustia    |
| Emerson Rodríguez Gómez | Sergio           | Chofer de Claudia, considerado un inepto por los hombres de Ramiro.                         | Templanza   |
| Susana Rojas            | Yudy Mariño      | Novia de Camilo.                                                                            | Tristeza    |
| Marcos Gómez            | Domingo          | Hombre de confianza de Cáceres, que más tarde es engañado por Orlando.                      | Ingenuidad  |
| Fabio Iván Restrepo     | Gorvachov        | Obrero de Zafiro, intenta persuadir a "Carolina" y propasarse con ella.                     | Egoísmo     |
| Valentina Gómez         | Patricia Triviño | Mamá de Eric, es asesinada por Orlando.                                                     | Fe          |
| Hermán Sánchez          | Pizarro          | Después del atentado a Cáceres y la muerte de Domingo, él pasa a ser su mano derecha.       | Riesgo      |

### Personajes esporádicos
| Actor             | Personaje          | Ocupación                                                                          | P/V/M        |
| ----------------- | ------------------ | ---------------------------------------------------------------------------------- | ------------ |
| Gerardo Calero    | Dr. Rodrigo Poveda | Médico de Neurología.                                                              | Capacidad    |
| Carlos Gutiérrez  | Obrero             | Compañero de juego y trabajo de Gorvachov.                                         | Pereza       |
| Simón Rivera      | Obrero             | Otro de los trabajadores de Zafiro.                                                | Pereza       |
| Mauro Donetti     | Eduardo            | Principal promotor de la construcción del rascacielos.                             | Desconfianza |
| Santiago Bejarano | Juez               | Encargado de recibir testimonios en contra de Rocha.                               | Autoridad    |
| Weimar Delgado    | Rodríguez          | Otro de las cabecillas y socio de Ramiro Rocha.                                    | Equidad      |
| Nelson Sanint     | Juez               | Es quien en primera instancia desea que Victoria suelte algún tipo de información. | Inducción    |
| Giancarlo Mendoza | Darío Hoyos        | Ingeniero de la obra Zafiro.                                                       | Caridad      |

## Premios y nominaciones
| Premio                       | Categoría                                     | Receptor         | Resultado |  |
| ---------------------------- | --------------------------------------------- | ---------------- | --------- |  |
| Premios India Catalina       | Mejor actor protagónico de telenovela o serie | Santiago Alarcón | Nominado  |  |
| Premios TvyNovelas           | Mejor actor protagónico de serie              | Santiago Alarcón | Nominado  |  |
| Premios TvyNovelas           | Mejor actriz protagónica de serie             | Verónica Orozco  | Ganadora  |  |
| Premios TvyNovelas           | Mejor villana de serie                        | Jordana Issa     | Nomimada  |  |
| Premios TvyNovelas           | Mejor villano serie                           | Julián Arango    | Nominado  |  |
| Premios TvyNovelas           | Mejor actor de reparto de serie               | Jorge Soto       | Nominado  |  |
| Kids' Choice Awards Colombia | Mejor actriz de reparto                       | Juliana Galvis   | Ganadora  |  |

## Audiencia
En el 2015, La teleserie marcó en su capítulo debut 10.8 de índice de audiencia personas, ocupando el cuarto lugar de sintonía y siendo superada por la segunda temporada del concurso musical La voz Kids, Las hermanitas Calle y el gran final de Lady, la vendedora de rosas. La producción inicialmente tuvo un promedio de 8 puntos de índice de audiencia pero actualmente empata en índice de audiencia a La Esclava Blanca como las dos producciones de mayor índice de audiencia. Estadísticamente, la mínima diferencia a favor que en ocasiones tiene la Esclava Blanca no es significativa.
En enero de 2016 ocupó el primer lugar junto con La Esclava Blanca con 9.6 de puntaje, superando el estreno de Contra el Tiempo y los shows Bailando con las estrellas y Asia Express. En febrero logró superar a la serie producida por Caracol Televisión con un puntaje de 10.4
En marzo lideró la audiencia de las pantallas de la Televisión Colombiana con 10.6 de puntaje, lo que es extraordinario para su horario y comparaciones con rivales Prime.
Su episodio final superó las expectativas de audiencia con un puntaje de 11.7, siendo entonces la serie Colombiana más vista en el último año.

## Transmisión internacional
Anónima fue la primera telenovela extranjera que Canal 13 (México) programó en ese horario luego de 18 años ininterrumpidos emitiendo producciones propias, desde Perla (1998).
| Cadena                | Horario                      | Inicio              | Final               |
| --------------------- | ---------------------------- | ------------------- | ------------------- |
| Azteca Trece (México) | Lunes a viernes, 20:00-21:00 | 18 de enero de 2016 | 22 de abril de 2016 |